# عملات جمهورية أيرلندا
منذ الاستقلال، كانت هناك ثلاث مجموعات من العملات المعدنية في أيرلندا. في كل الثلاثة، أظهرت العملة المعدنية قيثارة سلتيك على الوجه الأمامي. كانت العملات المعدنية ما قبل العشرية للجنيه الأيرلندي تحتوي على حيوانات واقعية على الجانب الخلفي؛ واحتفظت العملات المعدنية العشرية ببعض هذه الحيوانات ولكنها تضمنت طيورًا مزخرفة على الفئات الأدنى؛ واستخدمت عملات اليورو التصميم الشائع لعملات اليورو. كانت العملات المعدنية ما قبل العشرية والعملات المعدنية العشرية الأصلية بنفس أبعاد العملات المعدنية البريطانية من نفس الفئة، حيث كان الجنيه الأيرلندي في اتحاد عملة بحكم الأمر الواقع مع الجنيه الإسترليني البريطاني. حظيت العملات البريطانية بقبول واسع النطاق في أيرلندا، وعلى العكس من ذلك كان الأمر أقل قبولاً. في عام 1979، انضمت أيرلندا إلى آلية سعر الصرف وأصبح الجنيه الأيرلندي متعادلاً مع الجنيه الإسترليني؛ وكانت تصاميم العملات التي تم تقديمها بعد ذلك مختلفة بين البلدين.

## الخلفية
إنتجت العملات الأولى التي سكت في أيرلندا في حوالي عام 995 ميلادي في دبلن للملك سيتريك، ملك دبلن الأيرلندي الشمالي. تحمل هذه العملات المعدنية ذات البنسات صورة واسم الملك وكلمة ديفلين لمدينة دبلن. كان جون ملك إنجلترا من بين أوائل الملوك الأنجلو نورمانديين الذين قاموا بسك العملات المعدنية في أيرلندا؛ وكانت هذه العملات من فئة الفارذنغ، ونصف البنس، والبنسات. ولم يكن الأمر كذلك إلا في عهد هنري الثامن حيث حملت العملات الأيرلندية القيثارة، وفي وقت لاحق في عهد هنري، حملت العملة المعدنية صورة العام. في القرون التالية، صدرت عملات ذهبية وفضية ونحاسية، وفي إحدى الأوقات، استخدم المعدن من براميل البنادق المذابة؛ وكان هذا يسمى "أموال البنادق". غالبًا ما كانت العملات المعدنية الصادرة في القرنين الثامن عشر والتاسع عشر تتضمن كلمة Hibernia على جانب القيثارة. آخر العملات الأيرلندية التي صدرت قبل الاستقلال كانت في عهد الملك جورج الرابع، في عامي 1822 و1823. سحبت العملات المعدنية الأيرلندية في عام 1826 بعد الاتحاد السياسي الكامل بين أيرلندا وبريطانيا في قانون الاتحاد لعام 1800. سكت عملات معدنية خيالية عرضية في القرن التالي، ولكن لم يتداولوها أو يعتبروها عملة قانونية.
قررت الدولة الأيرلندية الحرة بعد فترة وجيزة من تأسيسها في عشرينيات القرن العشرين تصميم عملاتها المعدنية والأوراق النقدية الخاصة بها. وقد تقرر ربط العملة الأيرلندية بالجنيه الإسترليني. إقر قانون سك العملات لعام 1926 كأساس تشريعي لسك العملات المعدنية للدولة، وبدأت هذه العملات الجديدة في التداول في 12 ديسمبر 1928.
كما هو شائع في المصطلحات النقدية، يُطلق على جانب ختم الدولة اسم "الوجه"؛ ويُطلق عليه غالبًا الجانب الشائع؛ أما "الوجه الخلفي" فهو الجانب الذي يحمل التصميم الخاص بالفئة.
تصدر العملات المعدنية من قبل البنك المركزي الأيرلندي والذي يعمل كوكيل لوزير المالية.

## الجنيه الأيرلندي

### عملات ما قبل العشرية
في عام 1926، أنشأت الحكومة الأيرلندية لجنة برئاسة السيناتور ويليام بتلر ييتس لتحديد التصاميم المناسبة للعملات المعدنية. وكان الأعضاء الآخرون في اللجنة هم توماس بودكين، وديرموت أوبراين، ولوسيوس أوكالاغان، وباري إيغان.
لقد اتخذت بعض القرارات في البداية. كان من المقرر أن تظهر القيثارة على معظم العملات المعدنية، إن لم يكن كلها، ويجب أن تكون جميع الحروف باللغة الأيرلندية. قررت اللجنة أنه لا ينبغي للأشخاص المرتبطين "بالوقت الحاضر" أن يظهروا في أي تصميمات، ولا شك في ذلك بسبب الانقسامات السياسية التي أدت إلى الحرب الأهلية الأيرلندية. وقرروا بعد ذلك أنه يجب تجنب المواضيع الدينية أو الثقافية في حالة أن تصبح العملات المعدنية آثارًا أو ميداليات. كانت الزراعة ضرورية لاقتصاد أيرلندا و اختير هذا الموضوع للعملات المعدنية، التي استخدمت تصميمات تتميز بالحيوانات والطيور.
أخيرًا، القيثارة والكلمات Saorstát Éireann اختيرت ("الدولة الأيرلندية الحرة") للوجه الأمامي للعملات المعدنية. قدمت صور الحيوانات والطيور إلى الفنانين المختارين لتصميم الوجه الخلفي، كما منحو أيضًا صورًا لقيثارة دالواي وقيثارة كلية الثالوث للتوجيه. وفي وقت لاحق، قرر وزير المالية إرنست بلايث أن قيمة العملات المعدنية يجب أن تُكتب بالأرقام وكذلك بالكلمات، واقترح استخدام النباتات؛ وقد رُفض هذا الاقتراح الأخير لأن المنافسة كانت في مرحلة متقدمة وبسبب صعوبة الحصول على صور طبق الأصل جيدة من النباتات.
اختير ثلاثة فنانين أيرلنديين وهم جيروم كونور وألبرت باور وأوليفر شيبارد، بالإضافة إلى الفنانين الأجانب بول مانشيب (أمريكي)، بيرسي ميتكالف (إنجليزي)، كارل ميلز (سويدي)، وبوبليو موربيدوتشي (إيطالي)؛ و دعي عدد من الفنانين الآخرين ولكنهم لم يشاركوا. دفع أجر لكل فنان و سمح له بإنتاج تصميمات من الجبس أو المعدن، مع جائزة للفائز. إزيلت العلامات المميزة من التصاميم حتى لا تتمكن اللجنة من معرفة التصاميم التي يحكم عليها. اختيرت تصميمات بيرسي ميتكالف وإضيفت تعديلات التصميم بمساعدة الموظفين المدنيين في وزارة الزراعة.
سُكّت أولى العملات المعدنية عام 1928، وسُكّت في دار سك العملة الملكية بلندن. في عام 1938، وبعد إقرار دستور أيرلندا، عُدِّل وجه العملات ليحمل اسم الدولة باللغة الأيرلندية "إير"، كما عُدِّل القيثارة ليبدو أكثر متانة. سمح قانون البنك المركزي لعام 1942، المادة 58، باستبدال النيكل الخالص بسبيكة من النحاس والنيكل. ولم يقتضِ وصف الدولة بأنها "جمهورية أيرلندا" أي تغيير في الاسم على العملات المعدنية الصادرة بعد عام 1948. غيّر قانون سك العملات لعام 1950 قانون سك العملات، لا سيما بإزالة الفضة من العملات المعدنية التي كانت موجودة آنذاك. وكان آخر تشريع أساسي لعملات ما قبل النظام العشري هو قانون سك العملات (التعديل) لعام 1966، الذي سمح بسك وتداول عملة من فئة عشرة شلنات. كانت العشرة شلنات هي العملة الأيرلندية الوحيدة المتداولة في العصر الحديث والتي لا تحتوي على صورة القيثارة، وتتضمن حروفًا على الحافة، وتصور مواطنًا أيرلنديًا حقيقيًا (باتريك بيرس)، وتصور موضوعًا سياسيًا (كان بيرس ثوريًا أيرلنديًا وكانت الحروف على الحافة باللغة الغيلية الأيرلندية تشير فقط إلى ثورة عيد الفصح عام 1916).
في حين أن العديد من العملات الأيرلندية شائعة، وخاصةً في الفئات الأدنى، إلا أن هناك بعض العملات النادرة الجديرة بالملاحظة. صُهرت معظم عملات الفلورين ونصف التاج الصادرة عام 1943 في دار سك العملة الملكية، ولم يُصدر منها إلا أعداد قليلة.
لا يُعرف سوى عينة واحدة واثنتين على التوالي من نصف التاج والبنس لعام 1938. تصنف هذه العملات على أنها عملات تجريبية، حيث لم تسك أي عملات معدنية مؤرخة عام 1938 للتداول.
| ملخص: العملات المعدنية ما قبل العشرية | ملخص: العملات المعدنية ما قبل العشرية | ملخص: العملات المعدنية ما قبل العشرية | ملخص: العملات المعدنية ما قبل العشرية | ملخص: العملات المعدنية ما قبل العشرية | ملخص: العملات المعدنية ما قبل العشرية | ملخص: العملات المعدنية ما قبل العشرية | ملخص: العملات المعدنية ما قبل العشرية |
| الاسم الانجليزي                       | الاسم الأيرلندي                       | الرقم                                 | العكس                                 | مقدمة                                 | الانسحاب                              | 1 جنيه إسترليني جزء                   | قيمة البنس                            |
| فارذنغ                                | فيويرلينغ                             | 1⁄4 d                                 | ديك الغابة                            | 12 ديسمبر 1928                        | 1 يناير 1962                          | 1⁄960                                 | 1⁄4                                   |
| نصف بنس                               | ليثفينجين                             | 1⁄2 d                                 | بذور وخنزير                           | 12 ديسمبر 1928                        | 1 اغسطس 1969                          | 1⁄480                                 | 1⁄2                                   |
| بنس واحد                              | بينجين                                | 1d                                    | الدجاجة والدجاج                       | 12 ديسمبر 1928                        | 1 يناير 1972                          | 1⁄240                                 | 1                                     |
| ثلاثة بنسات                           | ليث ريول                              | 3d                                    | أرنب أيرلندي                          | 12 ديسمبر 1928                        | 1 يناير 1972                          | 1⁄80                                  | 3                                     |
| ستة بنسات                             | ريول                                  | 6d                                    | كلب ذئبي                              | 12 ديسمبر 1928                        | 1 يناير 1972                          | 1⁄40                                  | 6                                     |
| الشلن                                 | سيلينغ                                | 1s                                    | ثور                                   | 12 ديسمبر 1928                        | 1 يناير 1993                          | 1⁄20                                  | 12                                    |
| فلورين                                | فلورين                                | 2s                                    | سلمون                                 | 12 ديسمبر 1928                        | 1 يونيو 1994                          | 1⁄10                                  | 24                                    |
| نصف تاج                               | ليث كوروين                            | 21⁄2s                                 | حصان                                  | 12 ديسمبر 1928                        | 1 يناير 1970                          | 1⁄8                                   | 30                                    |
| عشرة شلنات                            | ديش سكيلينغ                           | 10s                                   | موت كوخولين                           | 12 ابريل 1966                         | 10 فبراير 2002                        | 1⁄2                                   | 120                                   |
| ------------------------------------- | ------------------------------------- | ------------------------------------- | ------------------------------------- | ------------------------------------- | ------------------------------------- | ------------------------------------- | ------------------------------------- |

### العملات المعدنية العشرية
أنشئت ثلاثة تصميمات جديدة من البرونز للعملة العشرية الجديدة بواسطة الفنان غابرييل هايز، وكانت تعتمد على تصميمات مخطوطة للطيور المزخرفة بأسلوب عقدة سلتيك. احتفظ بتصميمات بيرسي ميتكالف للعملات المعدنية الجديدة من فئة خمسة وعشرة بنسات، والتي أخذت من الشلن والفلورين على التوالي. حملت القطعة النقدية الجديدة من فئة الخمسين بنسًا صورة طائر الدراج من القطعة النقدية القديمة. كانت التصميمات بسيطة للغاية باستخدام الأرقام والرموز فقط للإشارة إلى القيمة؛ واستخدام الحرف "P" فقط للإشارة إلى البنس والبنغين (الكلمة الأيرلندية للبنس).
في عام 1978، افتتح البنك المركزي الأيرلندي مركز العملة في ساندي فورد في دبلن لإنتاج العملات المعدنية والأوراق النقدية. كانت العملات المعدنية الأيرلندية تُنتج سابقًا في بريطانيا العظمى في دار سك العملة الملكية.
إن ارتفاع تكاليف سك العملات المعدنية أدى إلى ضرورة إدخال عملة العشرين بنسًا في عام 1986؛ و سحبت عملة النصف بنس في هذا الوقت لأن التضخم أدى إلى انخفاض قدرتها الشرائية. تطلب إدخال عملة الجنيه الأيرلندي قانون العملة العشرية لعام 1990. إصدرت هذه العملات المعدنية من ECU في فئات 50 ECU و 10 ECU و 5 ECU، من الذهب والفضة والفضة على التوالي. استخدمت هذه العملات تصميم الغزال الأحمر الأيرلندي من عملة الجنيه الأيرلندي مع نقش جبل في الخلفية واختلافات ملحوظة أخرى مثل النجوم الـ 12 للعلم الأوروبي المحيطة بالقيثارة، وهي تشبه إلى حد كبير عملات اليورو الأيرلندية.
سحبت العملات المعدنية الصادرة بموجب قوانين العملة العشرية من التداول في عام 2002 بموجب أمر سك الجنيه الأيرلندي (الاستدعاء) (رقم 2) لعام 2001 والذي ألغى أمرًا مماثلًا سابقًا؛ و تحدد التاريخ في 10 فبراير 2002.

## اليورو
إشرف على إدخال اليورو من قبل مجلس تحويل اليورو في أيرلندا والذي كان عبارة عن وكالة خاصة تم إنشاؤها في 5 مايو 1998 من قبل وزير المالية؛ قدمت هذه الوكالة مجموعة واسعة من المعلومات بما في ذلك المحولات وحزم التدريب والصور والإعلانات العامة على مجموعة واسعة من الوسائط لضمان التحويل الناجح. كما هو الحال مع جميع بلدان منطقة اليورو، واصلت أيرلندا سك عملاتها المعدنية الخاصة بعد التحول إلى اليورو. أحد وجهي عملات اليورو المعدنية شائع في جميع أنحاء منطقة اليورو، وهو الوجه الذي يتميز بتصميم فريد من نوعه في أيرلندا. على الرغم من أن بعض البلدان الأخرى استخدمت أكثر من تصميم واحد، أو حتى تصميم منفصل لكل من العملات الثمانية (1 سنت، 2 سنت، 5 سنت، 10 سنت، 20 سنت، 50 سنت، 1 يورو و2 يورو)، إلا أن أيرلندا استخدمت تصميمًا واحدًا فقط. استخدمت قيثارة أعيد تصميمها (متطابقة ظاهريًا مع تلك المستخدمة في العملات المعدنية السابقة)، والتي صممها جارلث هايز. لدى بعض الدول الأعضاء الأخرى في منطقة اليورو أحرف فريدة حول العملة المعدنية بقيمة 2 يورو. تحتوي الحافة الموجودة على العملات المعدنية الأيرلندية بقيمة 2 يورو فقط على التسلسل " "، تكررت ثلاث مرات.
كانت أول عملة تذكارية لهواة الجمع تصدر منذ التغيير هي عملة فضية بقيمة 10 يورو للاحتفال بالألعاب الأولمبية الخاصة في عام 2003. سكت هذه العملة من الفضة الاسترلينية عيار 925 و تشطبت يدويًا لإنشاء شعار ذهبي مميز وقيثارة. كما إنتجت عملة معدنية بقيمة 5 يورو. ومنذ ذلك الحين، إصدر عدد من العملات التذكارية بما في ذلك عملة تذكارية بمناسبة انضمام الدول العشر الأعضاء الجديدة في الاتحاد الأوروبي في الأول من مايو/أيار 2004. يظهر على أحد وجهي عملة الـ10 يورو بجعة جالسة على عشر بيضات، بينما يظهر على الوجه الآخر القيثارة وأسماء جميع الأعضاء العشرة بلغتهم الأصلية. أول عملة ذهبية أصدرها البنك المركزي على الإطلاق كانت عملة بقيمة 20 يورو صدرت في عام 2006 احتفالاً بالذكرى المئوية لميلاد صمويل بيكيت. هذه العملات التذكارية هي العملة القانونية الوحيدة في أيرلندا، وليست صالحة في أي مكان آخر في منطقة اليورو.
في عام 2007، أصدرت أيرلندا عملة معدنية مشتركة بقيمة 2 يورو للتداول العام، إلى جانب بلدان أخرى في منطقة اليورو، احتفالاً بالذكرى الخمسين لاتفاقية روما، تلتها عملة تذكارية مشتركة بقيمة 2 يورو في عام 2009 احتفالاً بالذكرى العاشرة لميلاد عملة اليورو في عام 1999، وعملة تذكارية مشتركة أخرى بقيمة 2 يورو في عام 2012 للاحتفال بالذكرى العاشرة لإدخال العملات المعدنية والأوراق النقدية المقومة باليورو، وأخيراً، عملة تذكارية مشتركة أخرى بقيمة 2 يورو مخصصة للذكرى الثلاثين للعلم الأوروبي في عام 2015. ولأول مرة منذ اعتماد اليورو، أصدرت أيرلندا، في عام 2016، عملة تذكارية بقيمة 2 يورو تكريما للذكرى المئوية لانتفاضة عيد الفصح في عام 1916.
في عام 2013، أصدر البنك المركزي الأيرلندي عملة تذكارية فضية بقيمة 10 يورو تكريمًا لجيمس جويس والتي اقتبست بشكل خاطئ سطرًا مشهورًا من تحفته الفنية عوليس على الرغم من تحذيرها في مناسبتين على الأقل من قبل وزارة المالية بشأن الصعوبات المتعلقة بحقوق النشر والتصميم.
يمكن استبدال جميع العملات الأيرلندية السابقة لليورو بما يعادلها باليورو في أي صباح من أيام الأسبوع في البنك المركزي في دبلن.

## الفهرس
- "عملة Saorstát Éireann"، ويليام بتلر ييتس، مكتب القرطاسية، دبلن، 1928.
- "تصاميم العملات الأيرلندية"، توماس بودكين، دكتوراه في الآداب، مدرسة متروبوليتان للفنون، دبلن، 30 نوفمبر 1928.

## روابط إضافية
- موقع العملات الأيرلندية - التاريخ والصور والفهرس.